# 2024年东塞皮克地震
在2024年3月24日，巴布亚新几内亚的东塞皮克省发生一场震级为Mww 6.9或MW 6.83的地震，最大烈度为修訂麥加利地震烈度表VIII度（美国测定）。这次地震至少造成了5人死亡，2人受伤。该次地震已被列入美国地质调查局2024年显著地震列表。

## 地质背景

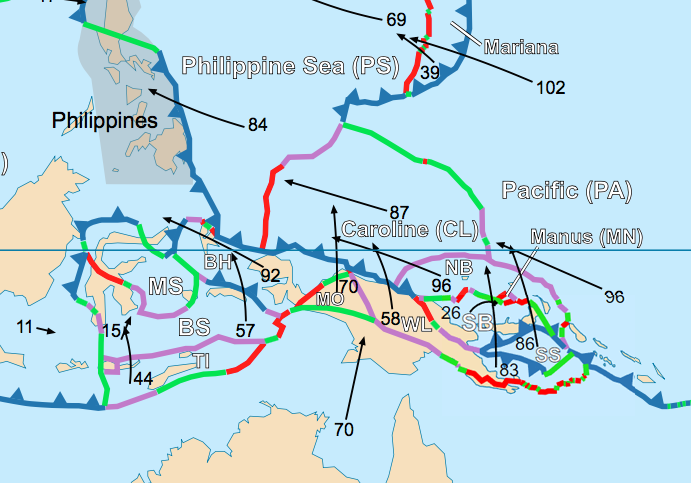
巴布亚新几内亚附近的板块分布

新几内亚岛位于澳大利亚板块和太平洋板块之间的复杂大陆碰撞地带。在这环境中，巴布亚新几内亚北部的活跃构造产生的主要是因为休恩-菲尼斯特雷岛弧地体与澳大利亚大陆大陆坡持续碰撞。地震的能量释放主要集中在两个逆断层上，一个是拉穆-马卡姆断裂带，它构成了休恩-菲尼斯特雷岛弧陆相的西南边界；另一个是高地断裂带（英語：Highlands Thrust Belt），它位于比前者靠西南的地方，这使澳大利亚大陆大陆坡持续变形。
巴布亚新几内亚处于环太平洋地震带。除了太平洋板块与印度-澳大利亚板块间的碰撞外，南俾斯麦板块、所罗门海板块和木百灵板块等微板块之间的相互作用十分复杂，导致该国被认为是一个地震灾害十分活跃的地区，频发6级以上的地震。其中，自1900年以来已经发生了100多次7级以上的地震。
在2023年4月，这场地震西南21千米处发生了一场震级为7.1级的地震，造成8人死亡。

## 地震
地震发生在巴布新几内亚时间06:22:04（世界协调时20:22:04），震中位于Chambri湖以北4千米处，或Ambunti东东北38千米处。震源深度为 40.2 千米。根据美国地质调查局全球地震快速反应评估系统的数据，东塞皮克省和桑达恩省估计有436,000名居民感受到了强度为 VI-VII（强-极强）的摇晃。马当省和东高地省的戈罗卡市也有震感。

## 影响
地震造成5人死亡，2人受伤，1000所房屋被毁。东塞皮克省警察指挥官克里斯托弗-塔马里（Christopher Tamari）说，由于紧急救援队正试图前往偏远地区，死亡人数可能会上升。其中两人死于安哥拉姆（Angoram），另一人死于加维（Gawi）。在震中附近的偏远村庄，还有许多未经证实的死亡报告。地震发生时，塞皮克河沿岸洪水泛滥，加剧了地震造成的损失和人员伤亡。该地区的大部分房屋都是木制和茅草屋顶。地震发生时，许多居民无法逃离，因为有些地区的洪水已经淹没了他们的胸部。地震发生时，索特梅里村正在遭受严重洪灾，45 所房屋全部倒塌，一名三岁儿童在房屋倒塌冲入洪水时被瓦砾压住溺水身亡，而邻近的科罗古村则有50所房屋被毁。出海捕鱼的渔民说，地震发生时，河流中开始出现波浪。
在安哥拉姆县的卡马尼比特村，39所房屋倒塌并被洪水淹没，而在附近的吉基努布村，另有 11 所房屋倒塌，造成一名7岁女孩及其母亲死亡。在延吉曼瓜（Yenjimangua），7所房屋被毁，而在尼亚乌兰盖（Niaurange），8所房屋倒塌淹没在洪水中。在马普里克区，马普里克镇有六人伤亡，扬戈鲁有两人伤亡。该地区的一所中学也遭到破坏，而在韦瓦克县，博兰综合医院的两个氧气瓶在地震中爆炸。巴布亚新几内亚国防军莫埃姆军营的一座桥梁也发生了坍塌。东塞皮克省省长艾伦-伯德（Allan Bird）说，地震 "破坏了该省的大部分地区"，受灾最严重的地区是安哥拉姆、沃塞拉-加维县（Wosera-Gawi）和安本蒂-德雷基基尔县（Ambunti-Dreikikier）地区，以及塞皮克河沿岸地区和湿地。